# San Pascual (Masbate)
Pour les articles homonymes, voir San Pascual.
San Pascual est une localité de la province de Masbate, aux Philippines. En 2015, elle compte 46 674 habitants.